# Ван Юн
Ван Юн (род. 1955, Гайчжоу, пров. Ляонин) — китайский политический и государственный деятель, заместитель председателя Всекитайского комитета Народного политического консультативного совета Китая 14-го созыва (с 10 марта 2023 года).
Ранее член Госсовета КНР (2013—2023), глава SASAC (2010—2013). В 2010 году вошёл под № 62 в список самых влиятельных людей планеты по версии Форбс (как глава SASAC).
Член КПК с 1974 года, член ЦКПД 16-17 созывов, член ЦК 18-20 созывов.

## Биография
По национальности ханец.
Магистр политехнических наук, научный сотрудник.
До 1996 года работал помощником директора завода № 230 министерства аэрокосмической промышленности КНР.
В 1997—1998 гг. замдиректора — нач. отдела кадров Китайской космической корпорации.
В 1999—2000 гг. зам. генерального управляющего Китайской аэрокосмической научно-промышленной корпорации.
В 2000—2003 гг. работал в Орготделе ЦК КПК.
С 2003 года до апреля 2008 года заместитель председателя Комитета по контролю и управлению государственным имуществом при Госсовете КНР.
В 2008 году заместитель ответственного секретаря Госсовета КНР.
C сентября 2008 года по август 2010 года начальник Главного государственного управления технического и карантинного контроля за качеством товаров КНР.
В 2010—2013 годах председатель Комитета по контролю и управлению государственным имуществом при Госсовете КНР и глава его парткома.
С марта 2013 года член Госсовета КНР.
С 2013 года глава Национального комитета по уменьшению опасности бедствий (NCDR).
10 марта 2023 года на 3-м пленарном заседании 1-й сессии Всекитайского комитета Народного политического консультативного совета Китая (ВК НПКСК) избран заместителем председателя ВК НПКСК 14-го созыва.